# 泰耶 (卢瓦-谢尔省)
泰耶（法語：Theillay，法語發音：[tɛjɛ]），法国中部市镇，位于中央-卢瓦尔河谷大区卢瓦-谢尔省，隶属于罗莫朗坦-朗特奈区，其市镇面积为96.38平方公里，2022年1月1日时人口数量为1,252人，在法国城市中排名第8,239位。
泰耶位于卢瓦-谢尔省东南部，南侧与谢尔省接壤，A71和A85两条高速公路在泰耶境内互通。

## 地名来源
根据当地官方网站的论述，“Theillay”一名可能与法语“teillage”有关，其来源尚有待考证。泰耶历史上亦曾使用过“Theillay-le-Pailleux”作为官方名称。

## 历史
泰耶的早期历史尚不清楚。根据当地官方网站的论述，泰耶的聚落形成可能与当地的一处城堡有关，后者现已不存。公元11世纪时，泰耶境内建成了圣叙尔皮斯教堂，后得到扩建。英法百年战争期间，黑太子爱德华曾于1356年途径泰耶并在此留宿。法国大革命后，泰耶成为卢瓦-谢尔省的一个市镇。工业革命期间，途经泰耶的莱索布赖—蒙托邦铁路建成通车，该铁路此后历经扩能改造，不过泰耶铁路平交道口却得以保留。

## 地理

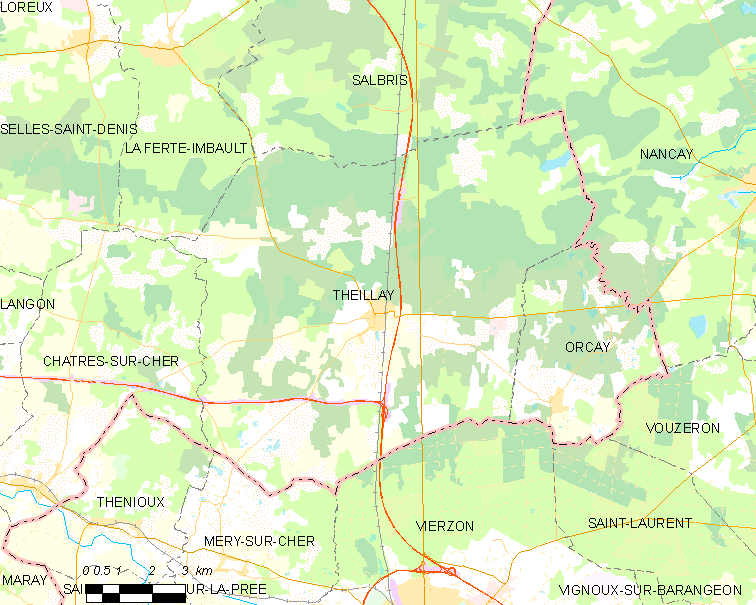
泰耶市镇范围地图

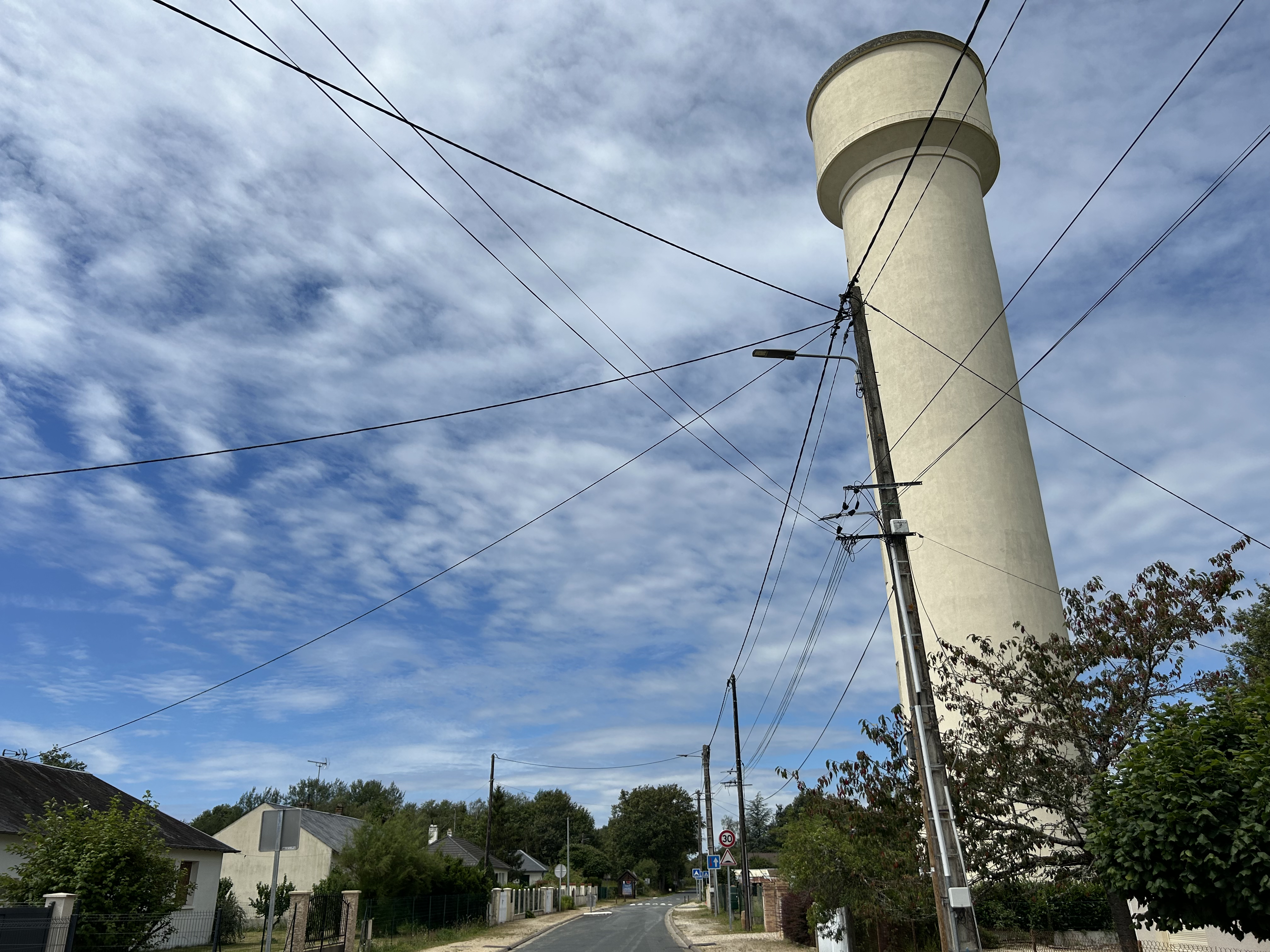
泰耶镇中心西侧的水塔

泰耶位于法国中部，中央-卢瓦尔河谷大区中东部和卢瓦-谢尔省东南部，距离省会布卢瓦大约67公里。与泰耶接壤的市镇包括：安博堡、谢尔河畔沙特尔、楠赛、奥尔赛、泰尼乌、谢尔河畔梅里、萨尔布里和维耶尔宗。

### 地形
泰耶位于索洛涅腹地，境内以平原为主，市镇中心地势较为平坦，镇中心向西南方向略微有些抬升，全境海拔在96到168米之间。

### 水文
泰耶位于卢瓦尔河流域范围内，雷尔河自东向西流经市镇北部，其左岸支流鲁艾尔溪（ruisseau de Rouaire）自南向北流经镇中心，此外其市镇范围内还有多处水塘分布。

### 植被
泰耶属于温带阔叶混交林区，是索洛涅森林的组成部分，林地覆盖了市镇范围内的大部分区域。
在鲜花城市的评比中，泰耶被评为1星级鲜花城市。

### 气候
泰耶在柯本气候分类法中属于温带海洋性气候（Cfb）。

## 行政区划
泰耶的市镇编号为41256，邮政编号为41300。
在行政管理方面，泰耶隶属于法国中央-卢瓦尔河谷大区卢瓦-谢尔省罗莫朗坦-朗特奈区；在地方选举方面，泰耶隶属于谢尔河畔塞勒县，其市镇范围全境被划入卢瓦-谢尔省第二选区；在社会管理方面，泰耶是河流索洛涅市镇公共社区的组成部分。
截至2024年8月，泰耶市镇范围内暂无任何城市敏感街区及城市政策优先街区。
法国国家统计与经济研究所（简称“INSEE”）在进行数据统计时，未将泰耶划入任何城市核心区（Unité urbaine）及城市区（Aire urbaine）。自2020年起，泰耶被划入包含20个市镇的维耶尔宗城市辐射区。此外，INSEE还将泰耶市镇整体看作一个“块区”（IRIS），以便于统计人口分布情况。

## 交通

### 公路
A71和A85两条高速公路在泰耶境内互通但未设出入口；卢瓦-谢尔省省道D41线、D60线、D75线、D76线和D2020线在泰耶境内交汇。
2020年，65.2%的泰耶家庭拥有至少一辆私人汽车。2022年，泰耶境内共发生各类交通事故4起，造成1人遇难，6人受伤。
| 4 | 16 |

| 5 往南 | 9 |

| 布卢瓦 | 70 |

| 罗莫朗坦 | 24 |

| 奥尔良 | 72 |

| 萨尔布里 | 14 |

| 维耶尔宗 | 13 |

| 巴朗容河畔讷维 | 17 |

### 铁路

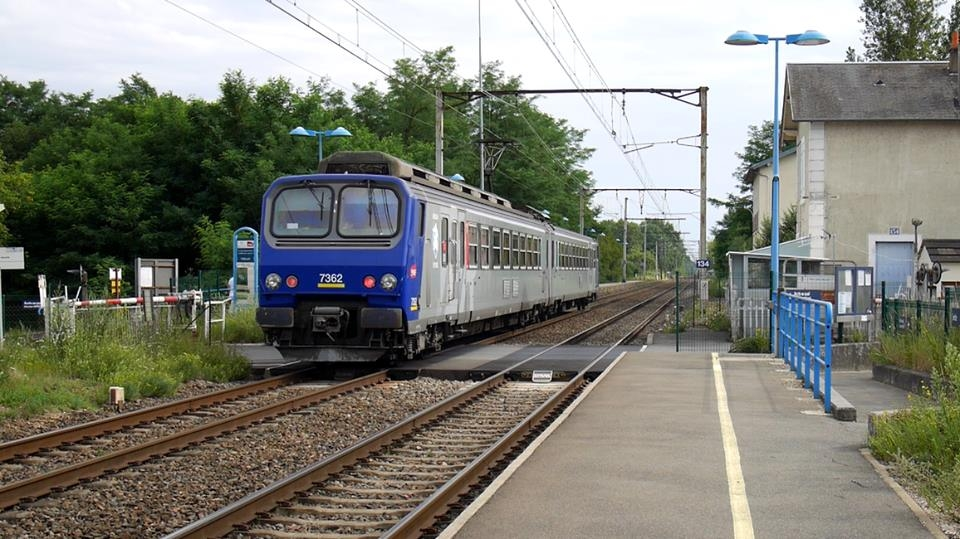
泰耶火车站的站台

泰耶位于莱索布赖—蒙托邦铁路上。泰耶站位于市区东部，停靠往返于奥尔良和维耶尔宗一线的区域列车，部分班次可直通布尔日或沙托鲁。

### 航空
泰耶距离图尔机场的公路里程大约127公里。

### 城市公共交通
截至2024年8月，泰耶暂无城市公共交通系统。

## 政治

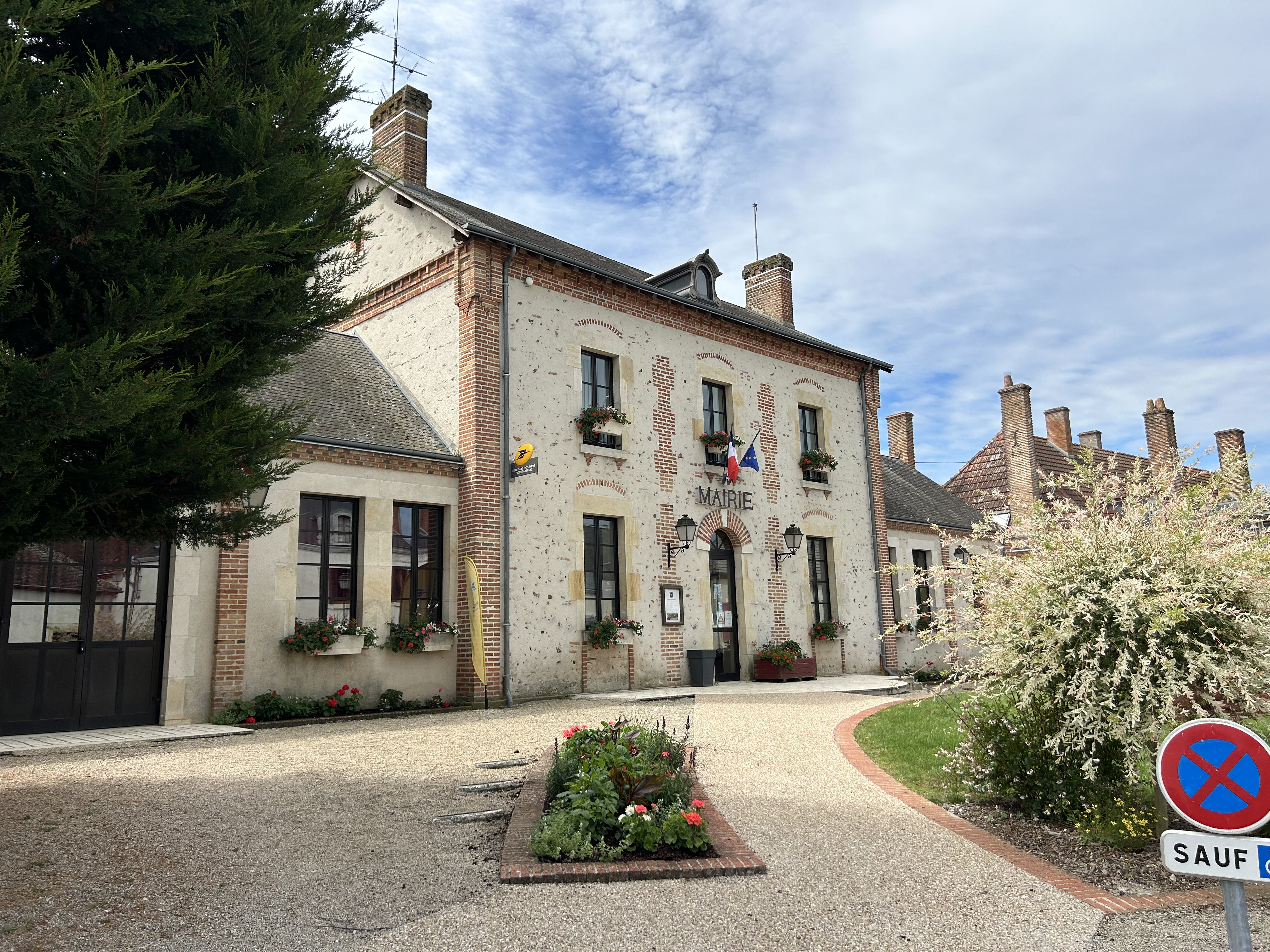
泰耶市政厅

泰耶的现任市长为热拉尔·绍潘先生（Gérard CHOPIN），他是一名无党派人士，在2020年的市政选举中获得了100.00%的支持率（无其他候选人）。
在2022年的法国总统大选的第二轮选举中，法国极右翼政党国民阵线主席玛丽娜·勒庞在泰耶获得了60.94%的支持率。

## 人口
2021年，泰耶市镇人口数量为1,247，在法国排名第8,239位。其中男性607人，女性637人，75岁及以上人口占8.7%，外籍人口数量为25人，人口密度为13人/平方公里，当地居民被称为（男性）或（女性）。2022年，泰耶境内出生9人，死亡人口18人。
| 泰耶1901年－2021年人口变化情况 |
|                                |
| 数据来源：Cassini、INSEE       |

## 经济
截至2024年8月，泰耶市镇范围内共有各类用人单位（包含自雇）172家，平均历史为19年，均为中小型企业（PME），2024年6月至8月间，当地的经济活力指数为0。（工程设备）和（汽车配件）是当地2022年已公布营业额最高的三个企业，分别为1,747,248欧元和799,976欧元。

## 财政与居民收入
2022年，泰耶的财政收入总额为1,770,640欧元，财政支出总额为1,651,740欧元，当年的债务总额为838,130欧元。2022年，泰耶市镇通过增值税获得11,000欧元的收入，此外当地还共获得了16,040欧元的国家直接财政补助。
| 泰耶居民收入情况                                 | 泰耶居民收入情况 | 泰耶居民收入情况      | 泰耶居民收入情况 |
| 内容                                             | 泰耶             | 法国                  | 统计年份         |
| ------------------------------------------------ | ---------------- | --------------------- | ---------------- |
| 征税家庭总数                                     | 587              | 1,081（法国市镇平均） | 2022年           |
| 居民平均月收入                                   | 2,349欧元        | 2,435欧元             | 2022年           |
| 高级职员人均月收入                               | 不详             | 4,331欧元             | 2021年           |
| 中级职员人均月收入                               | 不详             | 2,470欧元             | 2021年           |
| 普通职员人均月收入                               | 不详             | 1,801欧元             | 2021年           |
| 贫困率                                           | 不详             | 14.5%                 | 2020年           |
| 青壮年（15至64岁）失业率                         | 13.9%            | 7.4%                  | 2020年           |
| 征税家庭数量占比                                 | 46.2%            | 45.5%                 | 2020年           |
| 家庭年均纳税                                     | 3,142欧元        | 4,393欧元             | 2022年           |
| 资料来源：INSEE、L'Internaute、Le Journal du Net |                  |                       |                  |

## 社会事务

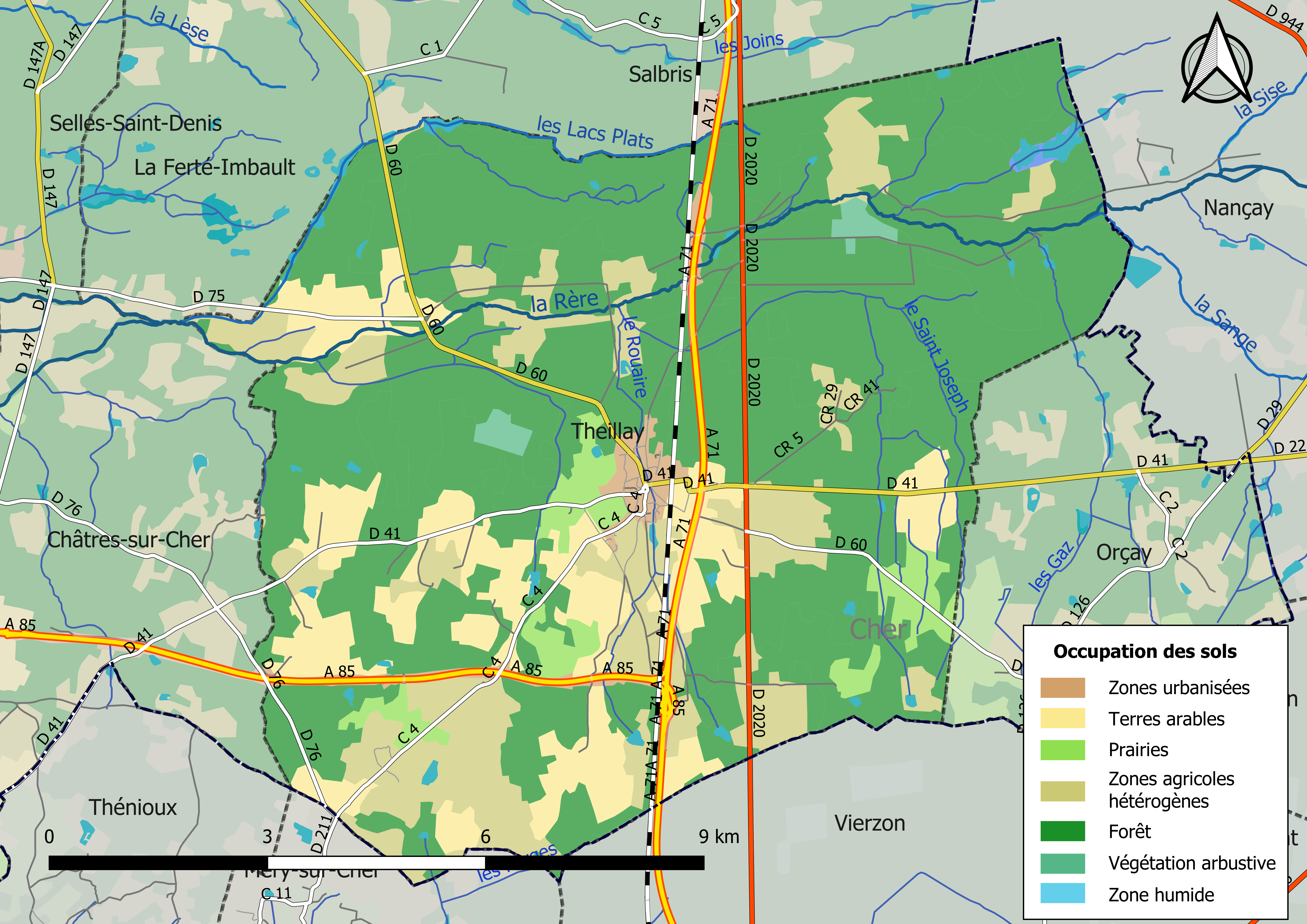
泰耶土地利用情况地图

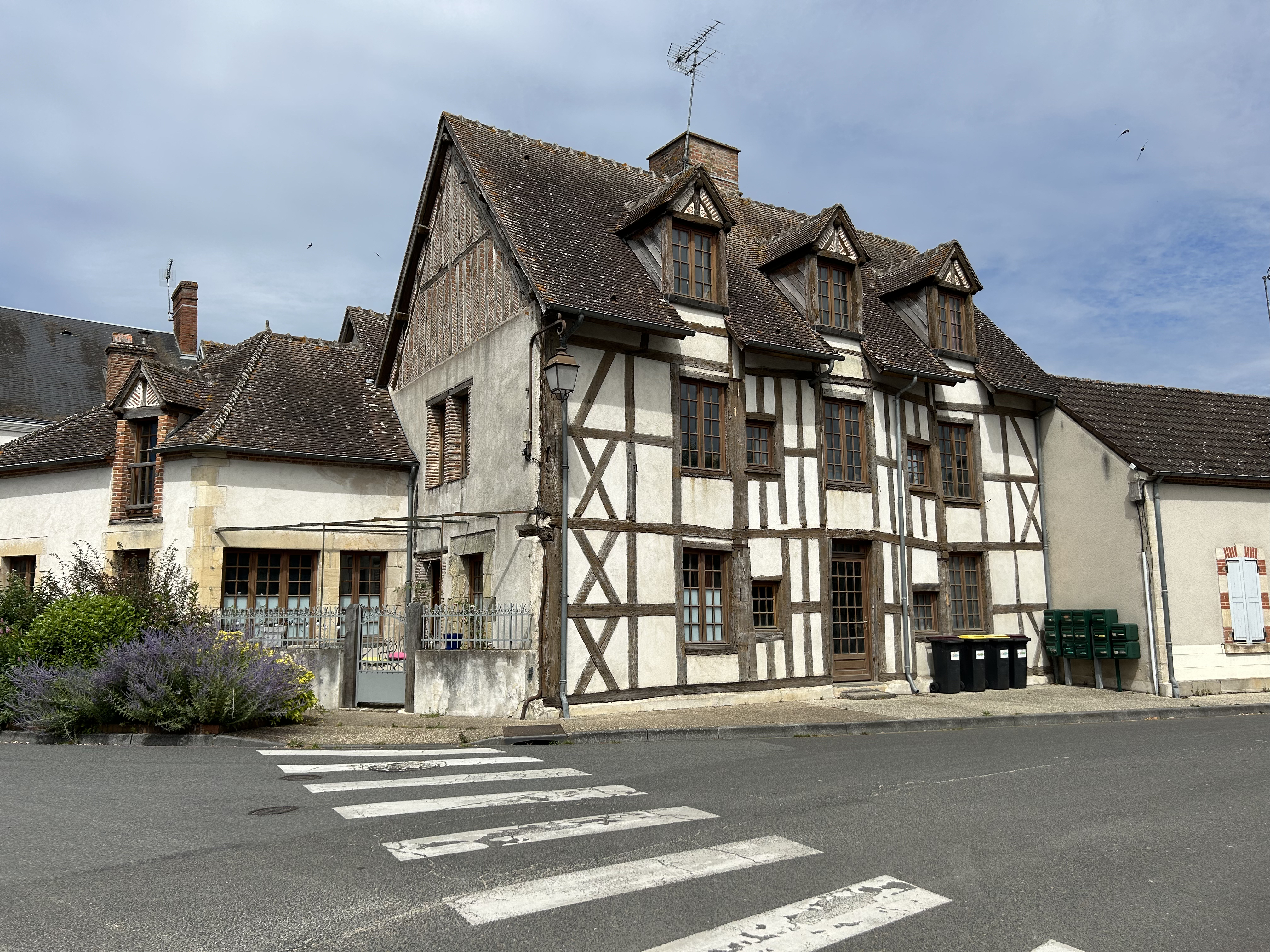
泰耶镇中心的一处传统民居

### 教育
泰耶属于奥尔良-图尔学区。截至2021年1月1日，泰耶境内共有1所小学。

### 医疗
截至2022年1月1日，泰耶境内共有全科医生1名、护士1名、药房1家和养老院1家。
距离泰耶最近的区域性医疗机构为维耶尔宗中心医院（Centre hospitalier de Vierzon），其主病区莱奥·梅里戈医院（Hôpital Léo Mérigot）位于维耶尔宗市区西侧，距离泰耶市区的正常车程大约13分钟，该院设有床位125个，是当地规模最大的公立综合性医院。

### 住房
2020年，泰耶境内共有各类住房802套，其中97.6%为独立式住宅，2.0%为集中式住宅。常住房屋占泰耶市镇范围内居民建筑总量的75.8%。
在住房保障政策方面，2022年，泰耶境内共有49户家庭获得了住房经济补助，受益人数占总人口数量的3.9%，其中44份为房租补助。

### 商业
2021年，泰耶境内共有各类实体商铺25家，其中餐厅3家、大型超市0家、杂货店1家、面包房2家、肉铺1家、书店1家、美容美发店4家、汽车维修店3家。

### 体育
2021年，泰耶境内共有1间体育馆、1座综合体育场、2处网球场以及1处足球或橄榄球场。
截至2024年8月，泰耶体育会（US Theillay，编号505431）是泰耶境内唯一的一家注册足球俱乐部，其主场为市政球场（Stade Municipal）。

### 环境
泰耶的环境事务由其所属的河流索洛涅市镇公共社区联合各级政府协调负责。2021年，泰耶境内共有1家污染企业。

### 治安
泰耶及其附近的共76个市镇是罗莫朗坦-朗特奈国家宪兵队（zone gendarmerie de Romorantin-Lanthenay）的管辖范围。2020年，该宪兵队累计记录各类案件3,240起，其中盗窃类案件1,545起，经济类案件504起，毒品交易类案件57起。

## 文化

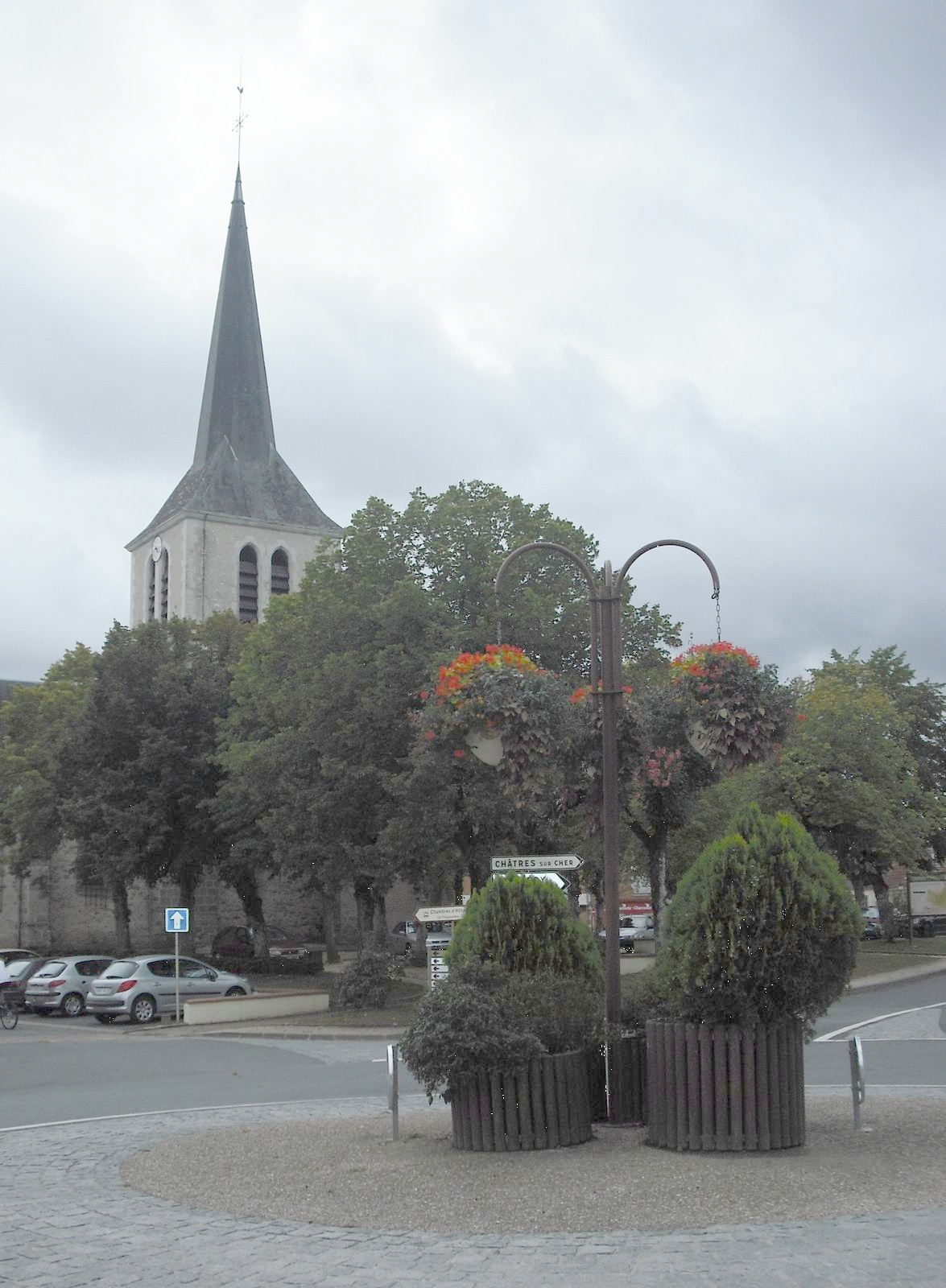
圣叙尔皮斯教堂

2021年，泰耶境内暂无任何文化设施。泰耶境内建有图书馆（Bibliothèque），每周一和六向公众开放。

### 建筑
泰耶境内有多处历史建筑，其中镇中心的圣叙尔皮斯教堂（Église Saint-Sulpice de Theillay）为法国国家文物保护单位，亦是当地的地标性建筑物。

### 旅游
泰耶的旅游事务由其所属的河流索洛涅市镇公共社区联合各级政府协调负责。2023年，泰耶境内暂无任何游客接待设施。

### 媒体
法国主要的媒体均可在泰耶接收，法国电视三台下属的中央-卢瓦尔河谷大区频道在部分时段播出泰耶所在卢瓦-谢尔省的地方新闻。图尔卢瓦尔河谷电视台、《中西部新共和国》、震动广播、蓝色法兰西贝里广播等是当地主要的地方性媒体。

## 友好城市
截至2024年8月，泰耶共与一座城市建立了友好城市关系：
- 英格兰 下斯托伊